# Princeville (Illinois)
Princeville és una població dels Estats Units a l'estat d'Illinois. Segons el cens del 2000 tenia 1.621 habitants.

## Demografia
Segons el cens del 2000, Princeville tenia 1.621 habitants, 659 habitatges, i 452 famílies. La densitat de població era de 477,8 habitants/km².
Dels 659 habitatges en un 33,1% hi vivien nens de menys de 18 anys, en un 56,4% hi vivien parelles casades, en un 10% dones solteres, i en un 31,3% no eren unitats familiars. En el 28,2% dels habitatges hi vivien persones soles el 13,2% de les quals corresponia a persones de 65 anys o més que vivien soles. El nombre mitjà de persones vivint en cada habitatge era de 2,46 i el nombre mitjà de persones que vivien en cada família era de 3,02.
Per edats la població es repartia de la següent manera: un 26,5% tenia menys de 18 anys, un 7,3% entre 18 i 24, un 27,5% entre 25 i 44, un 21,5% de 45 a 60 i un 17,3% 65 anys o més.
L'edat mediana era de 37 anys. Per cada 100 dones de 18 o més anys hi havia 89,8 homes.
La renda mediana per habitatge era de 40.060 $ i la renda mediana per família de 49.118 $. Els homes tenien una renda mediana de 31.957 $ mentre que les dones 22.727 $. La renda per capita de la població era de 19.137 $. Aproximadament el 6,7% de les famílies i el 6,7% de la població estaven per davall del llindar de pobresa.

## Poblacions més properes
El següent diagrama mostra les poblacions més properes.